# Нарсія Гулі Хомівна
Гулі Хомівна Нарсія (1929, село Чаквінджі, тепер Зугдідський муніципалітет, Грузія — ?) — грузинська радянська діячка, колгоспниця колгоспу села Чаквінджі Зугдідського району Грузинської РСР. Депутат Верховної ради СРСР 5-го скликання.

## Життєпис
Народилася в селянській родині. Закінчила неповну середню школу в селі Чаквінджі Зугдідського району.
З 1946 року — колгоспниця колгоспу села Чаквінджі Зугдідського району Грузинської РСР. Збирала високі врожаї зеленого чайного листа. У 1957 році зібрала на чайній плантації розміром 0,5 га 4 657 кг зеленого чайного листа.
Подальша доля невідома.